# Томас Бек
Томас Бек (англ. Thomas Beck; 29 грудня 1909 — 23 вересня 1995) — американський актор кіно та театру середини-кінця 1930-х років, який вперше привернув увагу, зігравши головну роль неповнолітніх у кількох фільмах про Чарлі Чана та містера Мото.

## Біографія
Народившись у Нью-Йорку, Бек вступив до коледжу з наміром стати лікарем, але покинув це заради професії інженера.
Його перша професійна робота була в акціонерній компанії, а пізніше він грав на Бродвеї. Його робота зацікавила керівників кіно, які відправили його до Голлівуду. За свою кар'єру Бек знявся у 28 фільмах, з відомими ролями в кількох фільмах про Чарлі Чана: Чарлі Чан у Парижі (1935), Чарлі Чан у Єгипті (1935), Чарлі Чан на іподромі (1936) і Чарлі Чан в опері (1936). Він також працював з Вільямом Роджерсом у фільмі «Життя починається в 40» (1935), де він зіграв розпещеного сина землевласника; з'явився в ролі французького легіонера у фільмі «Під двома прапорами» (1936), зіграв пастора Шульца, сільського священика, у фільмі Ширлі Темпл «Гайді» 1937 року і з'явився разом із колегою Темпл Джейн Візерс у фільмі «Чи це може бути Діксі?». (1936). Його добре помітили в двох фільмах Fox 1936 року, в яких він зіграв головні ролі: пілота в першому американському фільмі Пітера Лорре, шпигунському трилері «Crack-Up» і багатої світської левиці в Champagne Charlie.
Він також працював над просуванням Гільдії кіноакторів, щоб покращити умови праці для акторів, і коли його кар'єра, здавалося, була готова злетіти, він раптово залишив роботу в кіно в 1939 році після того, як студія спробувала зменшити його зарплату. Потім він служив в армії, служачи на Тихоокеанському театрі під час Другої світової війни, закінчивши в званні майора в 1945 році. Він ненадовго повернувся до театру в 1946 році, з'явившись з Бланш Юрка в Temper the Wind в Нью-Йорку.
Бек помер після боротьби з хворобою Альцгеймера та серцевими захворюваннями в Маямі-Шорс, штат Флорида, 23 вересня 1995 року. Похований на кладовищі Loudon Park Cemetery, Балтімор, Меріленд.